# Francesco Cetti
Francesco Cetti (Mannheim, Njemačka, 9. kolovoza 1726. - Sassari, Sardinija, Italija, 20. studenog 1778.) talijanski isusovac, zoolog i matematičar.
Cetti se je školovao u Lombardiji i u isusovačkoj školi u Monzi. 1765. godine je poslan na otok Sardiniju kako bi unaprijedio razinu školovanja na otoku. 1766. godine imenovan je za predstojnika katedre za matematiku na sveučilištu u Sassari.
Cetti je odlazio na dugačke izlete u okolicu Sassaria. Svoje pronalaske je katalogizirao u Storia Naturale di Sardegna (Prirodna baština Sardinije) (1774. – 1777.). Gdje je opisao razne četveronošce, ribe, ptice, kukce i fosile.
Po njemu je nazvana ptica svilorepi cvrčić, Cettia cetti, koju je otkrio na Sardiniji Alberto Ferrero La Marmora.   